# Balduin I av Konstantinopel
Balduin I, född 1171, död 1205, var greve av Flandern och Hainaut samt latinsk kejsare av Konstantinopel. Han var son till Margareta I av Flandern och Balduin V av Hainaut.  
Balduin övertog 1194 grevskapet Flandern, blev korsriddare 1200 och deltog i fjärde korståget 1202 med den venetianske dogen Enrico Dandolo, som på uppmaning av den bysantinske prinsen Alexios vände sig till Konstantinopel för att störta en troninkräktare. Balduin bemäktigade sig staden och blev, då Alexios avlidit, 1204 av korsfararna utropad till kejsare i Konstantinopel efter Konstantinopels fall (1204). Sålunda upprättades det "latinska riket". Det bysantinska riket delades mellan korsfararnas ledare. Grekerna bad då sina gamla fiender bulgarerna om hjälp, och deras tsar Kalojan besegrade Balduin vid Adrianopel 1205 och tog honom till fånga. Han dog senare i fångenskapen.